# Foro Asturias
Foro Asturias (ufficialmente Foro de Ciudadanos) è un partito politico spagnolo, fondato nel 2011 dall'ex vicepremier spagnolo Francisco Álvarez Cascos.

## Storia
Il Foro Asturias è stato fondato il 18 gennaio 2011 dall'ex vicepremier spagnolo Francisco Álvarez Cascos, che lasciò il Partito Popolare dopo non aver ottenuto la candidatura a presidente delle Asturie nelle elezioni regionali in programma per il maggio 2011.
Alle elezioni il neonato Forum Asturie ottenne il secondo posto con il 29,7%, dietro al 29,9% del Partito Socialista Operaio Spagnolo, facendo crollare il Partito Popolare dal 41,5% al 20,0%.
Alle elezioni generali del 2011 ha ottenuto lo 0,41% a livello nazionale (corrispondente al 14,75% a livello asturiano), ottenendo un parlamentare, Enrique Álvarez Sostres.

## Ideologia
Il Foro Asturias è un partito regionalista, a ispiriazione conservatrice e democratico-cristiana.

## Risultati elettorali
|               | Voti   | %    | Seggi |
| Generali 2011 | 99 473 | 0,41 | 1     |